# Buzet
Buzet (olaszul: Pinguente) város és község Horvátországban, Isztria megyében. Közigazgatásilag Baredine, Bartolići, Barušići, Benčići, Blatna Vas, Brnobići, Cunj, Čiritež, Črnica, Duričići, Erkovčići, Forčići, Gornja Nugla, Hum, Juradi, Juričići, Kajini, Klarići, Kompanj, Kosoriga, Kotli, Kras, Krbavčići, Krkuž, Krti, Krušvari, Mala Huba, Mali Mlun, Marčenegla, Marinci, Martinci, Medveje, Negnar, Paladini, Pengari, Peničići, Perci, Počekaji, Podrebar, Podkuk, Pračana, Prodani, Račice, Račički Brijeg, Rim, Rimnjak, Roč, Ročko Polje, Salež, Selca, Seljaci, Senj, Sirotići, Sovinjak, Sovinjska Brda, Sovinjsko Polje, Stanica Roč, Strana, Sušići, Sveti Donat, Sveti Ivan, Sveti Martin, Šćulci, Škuljari, Štrped, Ugrini, Veli Mlun, Vrh és Žonti települések tartoznak hozzá.

## Fekvése
Az Isztriai-félsziget északi részének közepén, Pazintól 20 km-re északra, Abbáziától 30 km-re északnyugatra, a szlovén határtól mindössze 7 km-re fekszik. Buzet község a hozzá tartozó településekkel 165 km2 területen terül el, lakosságának száma 2011-ben 6105 volt. A község Buzet városán és a fent felsorolt falvakon kívül még Roštine, Humštine, Vrhuvštine, Račištine és Sovinjštine lakott telepeket is magában foglalja. Buzet egyben a horvát Isztria legészakabbra fekvő városa. Itt halad át a félsziget északi részét átszelő 44-es számú főút. A község felszíne nagyon változatos 10-től 1000 méteres tengerszint feletti magassággal. Ez megmutatkozik az éghajlat változatosságában is. Amíg Mirna folyó völgyében kellemes mediterrán éghajlat uralkodik, a Ćićarija-hegység területén fekvő falvakban kontinentális, hegyvidéki az éghajlat. Maga az óváros mintegy 150 méteres magasságban a Mirna termékeny völgye felett fekszik, újabb része az ún. Fontana már felnyúlik a domboldalakra is.

## Története
Buzet helyén már a történelem előtti időkben illír erődített település állt. Ennek alapjain a rómaiak „Piquentum” néven építettek új várost. A római uralom 177-től 476-ig tartott. Az 1. és 3. század között használt római hamvasztásos temető maradványait tárták fel a városhoz tartozó Fontanán és Pintoriján, római oltártöredékek és sírkőlapok kerültek elő Goričicán és Fontanán. A kora középkorból a 6. és 7. századból longobárd temető (Brežac-domb), a 7. és 8. századból keresztény szláv és barbár római lakosság temetője (Mejica-domb) került elő. Buzet a 6. századtól bizánci uralom alá tartozott akik újjáépítették falait, melyeket toronnyal megerősítettek. A város 804-ben 20 dukát adót fizetett a bizánci császárnak. Ekkor történt első írásos említése is. A Karoling uralom és az aquileai pátriárka uralmának idejéből, a 9. és a 12. század közötti időből származnak az északi városfal alatti rendezett temető sírjai és a Mejicától délre talált sírok.
IV. Henrik német-római császár a várost Ulrik isztriai őrgrófnak adta, az pedig 1102-ben az aquileai pátriárkának ajándékozta. 1420-ban az Isztriával együtt velencei uralom alá került. A velenceiek megerősítették falait és bekapcsolták az Isztria északi részén át húzódó, az északi határt védő várvédelmi rendszerbe. 1511-ben Rašpor várának lerombolása után Buzet lett a rašpori kapitányság, 1523 és 1593 között az egész isztriai kapitányság székhelye. A velenceiek a falakon kívül a városban is nagyszabású építkezésekbe kezdtek. 1547-ben felépítették a késő reneszánsz Vela vratát (nagykapu) és a manierisztikus Mala vratát (kiskapu). Ekkor épült számos középület, a Mala vratán kívüli kis ciszterna (1517-1522), a Fontik (1534), a plébániatemplom melletti városi magtárépület (1514), kiépítették a palotasort, megépültek a kézművesek és kereskedők házai. A 15. század második felében a török többször betört a város környékére, de falait nem tudta bevenni. Az uszkók háborút követően 1643 és 1669 között újra kijavították és magasították a városfalakat. Buzet 1797-ig, a köztársaság bukásáig maradt velencei fennhatóság alatt. A Campo Formió-i béke után az isztriai területekkel együtt Habsburg uralom alá került. A város fejlődése a 18. században is folytatódott. Ekkor épült a velencei klasszicizáló barokk művészet helyi képviselője a Bembo-palota (1728) és a késő barokk sokszög alakú nagy ciszterna (1789). A 19. század elején az északnyugati falhoz egy klasszicista palota épült. A 18. században épültek ki a déli fal alatti barokk kertek, majd a 19. század folyamán a Lopar felé vezető sétány a klasszicista házsorral, a délnyugati torony lapidáriumával, valamint a kis és nagykaput összekötő sétány. A Mária mennybevétele plébániatemplomot 1779 és 1784 között építette F. Dongetti az umagi plébániatemplom mintájára. Buzetnek 1857-ben 422, 1910-ben 571 lakosa volt. A 19. század végén és a 20. század elején a nemzeti ébredés időszaka a várost sem hagyta érintetlenül. A horvátok politikai, gazdasági és kulturális téren is harcot folytattak egyenlőségük és jogaik elismeréséért. 1887-ben lépett hivatalba a város első horvát nemzetiségű polgármestere Fran Flego. A 19. század végén jött létre Fontana a város új negyede. Az osztrák uralom 1918-ig tartott, majd az Isztria többi részével együtt az Olasz Királyság része lett. A II. világháborút követően Jugoszláviához csatolták. 1991-ben lett a független Horvátország része. Gazdaságának alapjait a mezőgazdaság (Agroprodukt d. d. Buzet), a fémipar (Cimos d. d.), és a faipar (Drvoplast d. d. Buzet; Jadran d. d.) adja. 2011-ben a városnak 1666, a községnek összesen 6105 lakosa volt.

## Lakosság
| Lakosság változása | Lakosság változása | Lakosság változása | Lakosság változása | Lakosság változása | Lakosság változása | Lakosság változása | Lakosság változása | Lakosság változása | Lakosság változása | Lakosság változása | Lakosság változása | Lakosság változása | Lakosság változása | Lakosság változása | Lakosság változása |
| ------------------ | ------------------ | ------------------ | ------------------ | ------------------ | ------------------ | ------------------ | ------------------ | ------------------ | ------------------ | ------------------ | ------------------ | ------------------ | ------------------ | ------------------ | ------------------ |
| 1857               | 1869               | 1880               | 1890               | 1900               | 1910               | 1921               | 1931               | 1948               | 1953               | 1961               | 1971               | 1981               | 1991               | 2001               | 2011               |
| 422                | 458                | 545                | 565                | 590                | 571                | 2853               | 2638               | 709                | 614                | 651                | 853                | 1742               | 1854               | 1721               | 1666               |

## Nevezetességei
- A város erődítései római alapokon nyugszanak, nagyrészt a 16. századból származnak. Hozzájuk kapcsolódik az 1547-ben épített a késő reneszánsz Vela vrata (nagykapu) és a manierisztikus Mala vrata (kiskapu).
- A profán középkori építészet példája a kapitányi palota és a magtár (1514) épülete.
- A város szívében áll az egykori ciszterna a 18. századból származó barokk díszítéssel, mely a víznyerésen kívül a városi lakosság legfontosabb nyilvános találkozóhelye is volt.
- Mária Mennybevétele (Nagyboldogasszony) tiszteletére szentelt plébániatemploma 14. századi alapokon 1779 és 1784 között épült barokk stílusban F. Dongetti tervei szerint az umagi plébániatemplom mintájára. Baldachinos főoltára márványból készült, az oltár mögötti festmény G. Corner alkotása. A templomnak ezen kívül még hat mellékoltára van, melyek a 19. és 20. században készültek. Értékesek az ótestamentumi jeleneteket ábrázoló a velencei festményei. Petar Flego plébános sekrestyében levő portréja a 17. században készült. Az orgona Gaetano Callida mester munkája 1787-ből. A templom az ezüst liturgikus tárgyakból gazdag gyűjteménnyel rendelkezik. A harangtorony 26 méter magas, 1897-ben építették. Kisebbik harangját glagolita felirata szerint 1514-ben öntötték. A plébánia anyakönyveit a 16. századtól vezetik.
- A város legmagasabb pontján, az északi városfalnál álló Szent György templom[5] egyhajós épület, 1603 és 1611 között építették. A 18. század közepén magasították, belsejét kiváló minőségű díszes stukatúr és festett dekorációk színesítik. Berendezése gazdagon díszített barokk, a padozat alatt a rašpori kapitányok sírjai találhatók. Kis harangtornya a sekrestye felett áll.
- A temetőben álló Szent Vid templom a 15. században épült, 1653-ban megújították. Harangtornya a homlokzat bal oldalán magasodik kúp alakú toronysisakkal. Homlokzatán 1478-ban készült Szent Videt ábrázoló dombormű látható.
- Az óváros alatti Fontana negyedben magánterületen áll a barokk Szent Anna templom.[6] Egyhajós épület, homlokzata felett alacsony, nyitott harangtoronnyal.
- A Keresztelő Szent János templom 1634-ben épült egy forrás közelében faragott főoltárral és mellékoltárán 17. századi oltárképpel.
- A városon kívül az isztriai vízvezeték közelében áll az 1325-ben épített Szent Mária Magdolna templom.
- A városi múzeumot 1963-ban alapították a 17. századi Bigatto-palota épületében. Gazdag régészeti, néprajzi és történeti gyűjteménnyel rendelkezik, köztük középkori falfestmények másolatai, glagolita feliratok, a helyi kézművességgel kapcsolatos tárgyak tekinthetők meg itt. Legértékesebb tárgya a régészeti irodalomban „buzeti fülbevalóként” számon tartott bronz fülkarika, melyet egy kora középkori romanizált kelta lakos sírjában találtak és a 7.–8. századból származik.
- A Moretti-palotakomplexum[7] Buzet történelmi központjának nyugati városfalánál épült. Az épületegyüttes egy a 18. század végén és a 19. század elején épített palotából, és az északi szárny keleti homlokzata mentén kialakított kertből áll, melynek falában manierista portál található. A palota két épületszárnyból álló épület, hosszúkás téglalap alaprajzú, hangsúlyos, ovális alaprajzú központi rizalittal.
- A városban az év folyamán több rendezvény is tartanak. Ilyen az augusztusi Isztriai és kvarneri kórustalálkozó, az áprilisi Buzeti énekfesztivál és a Buzeti napok kulturális rendezvényei.

## Galéria

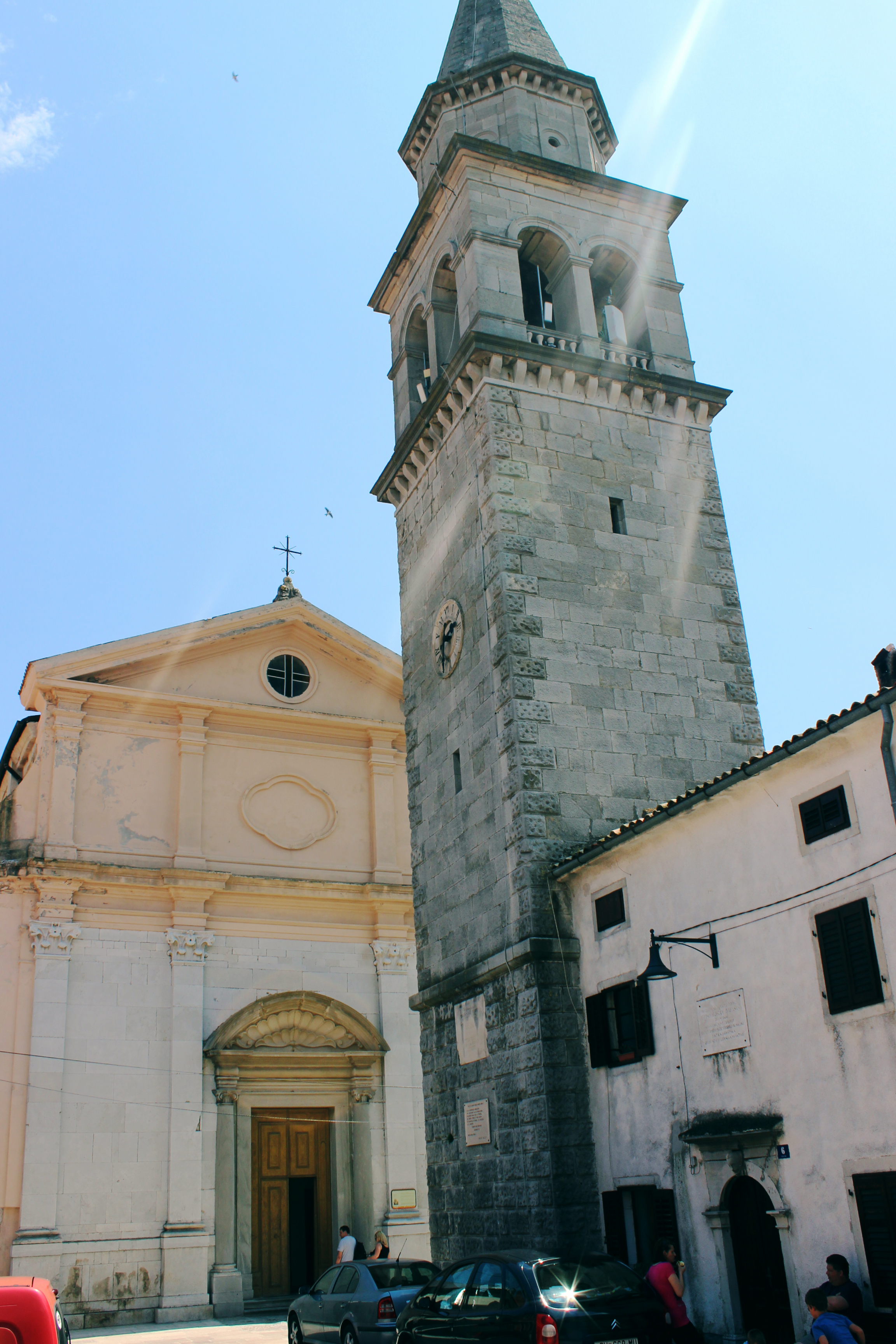
A plébániatemplom
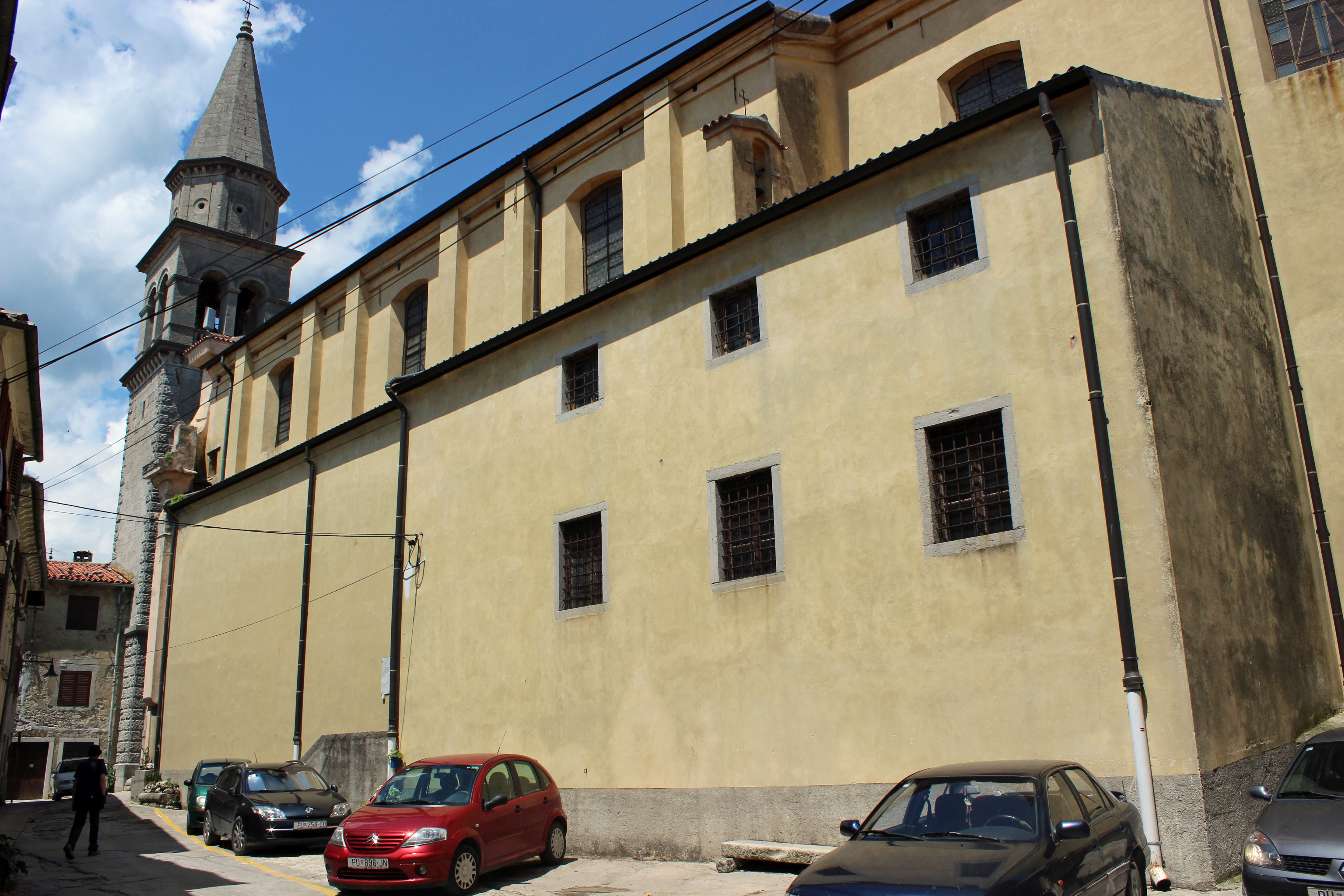
A plébániatemplom
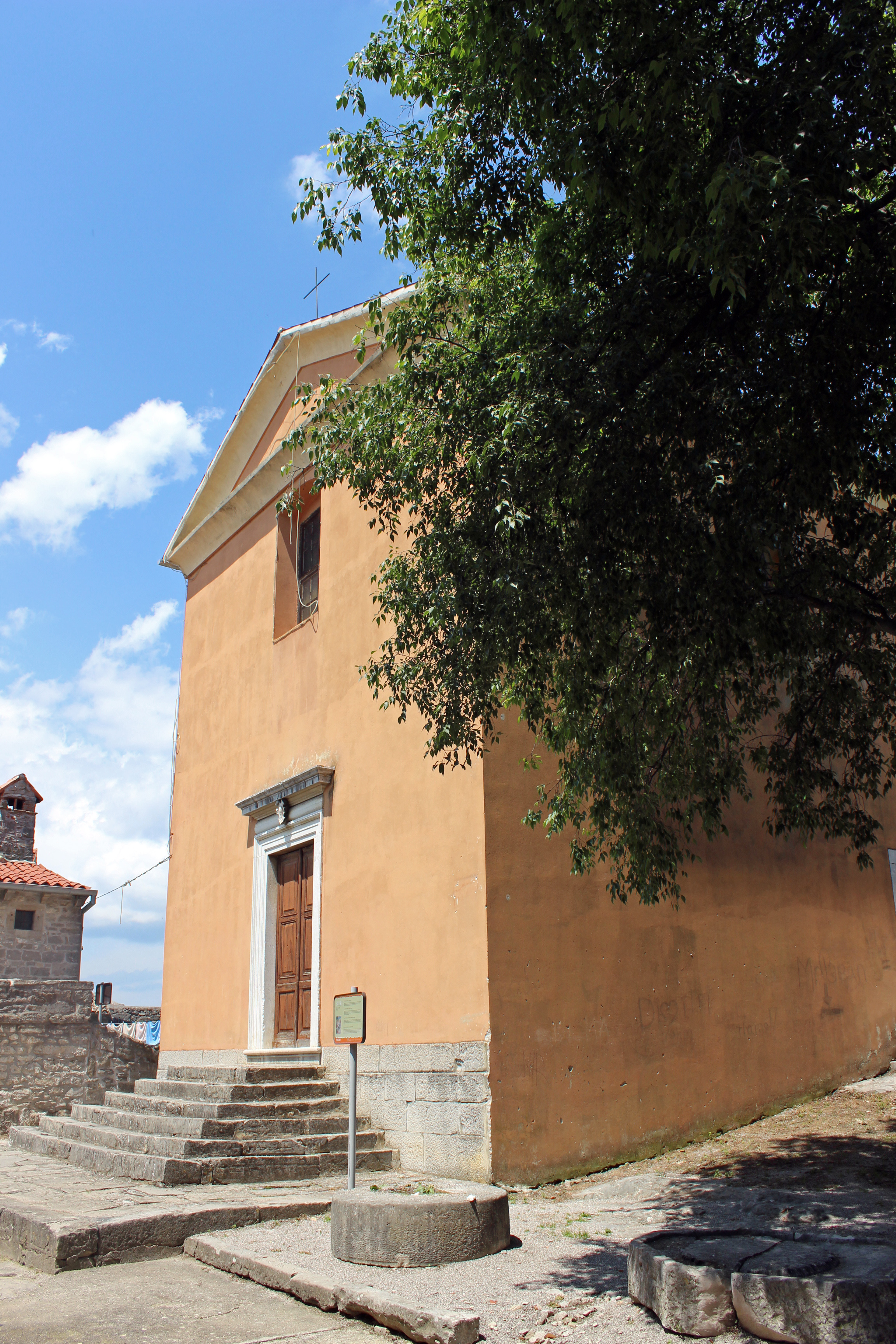
A Szent György templom
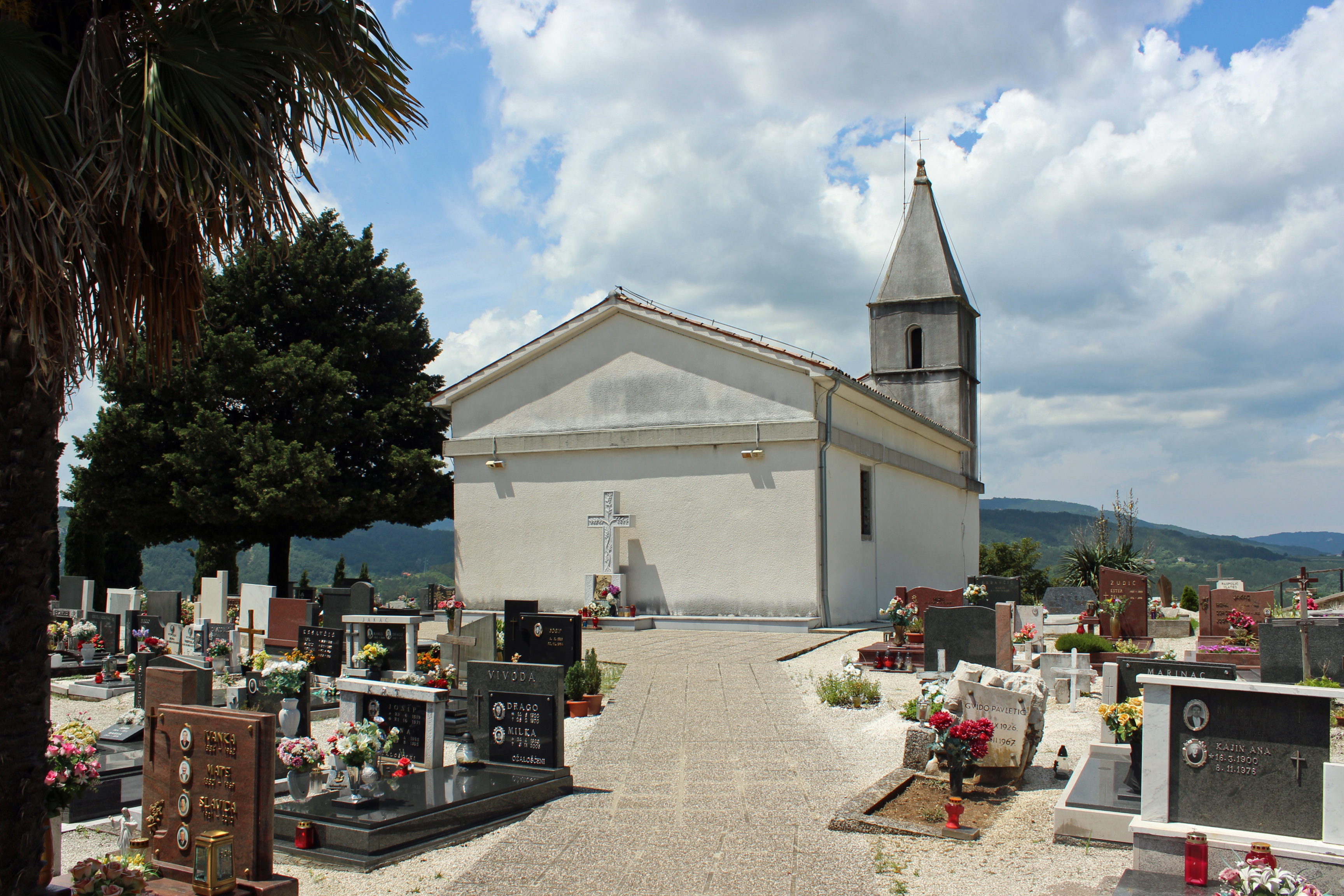
A Szent Vid templom
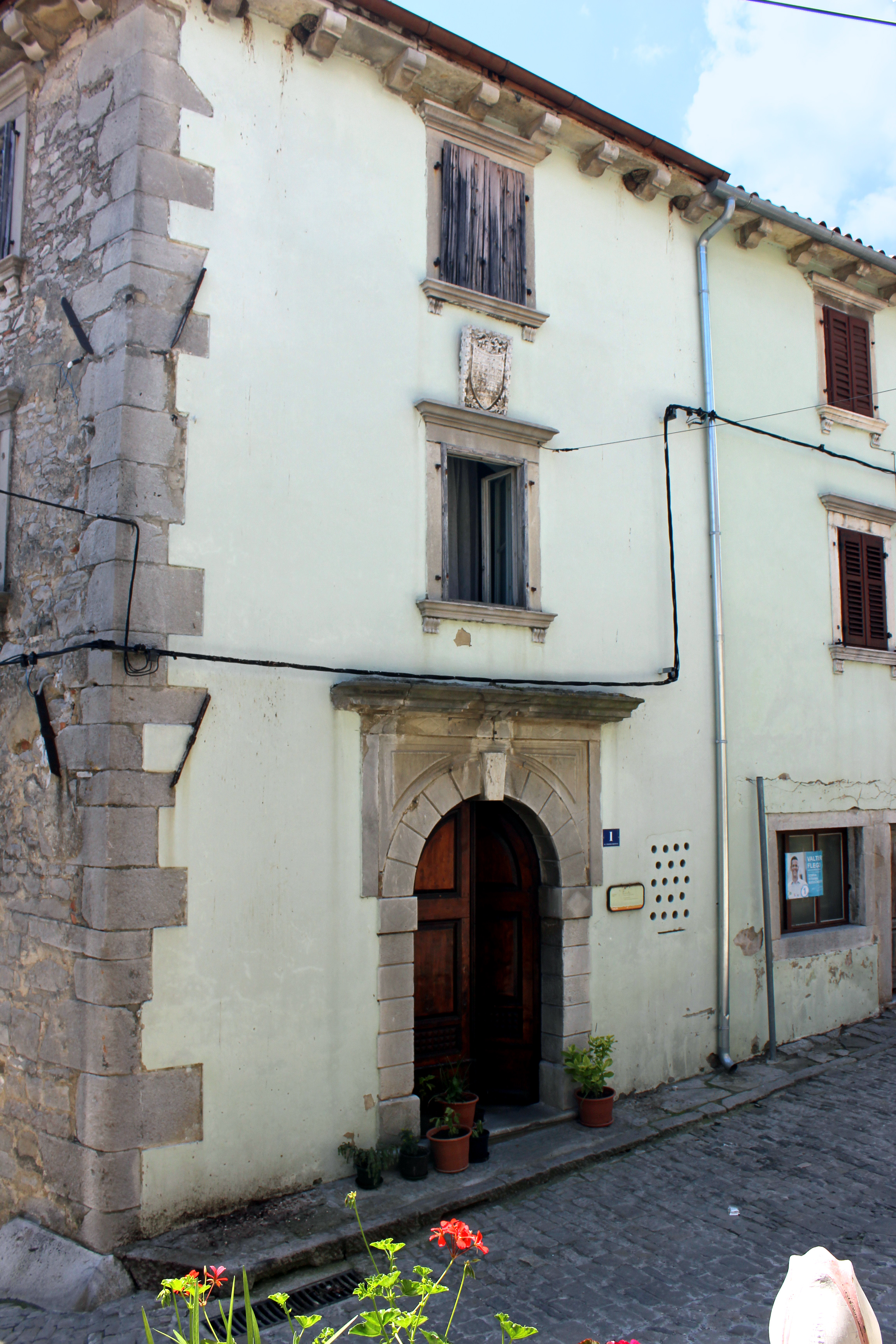
A Bembo-palota
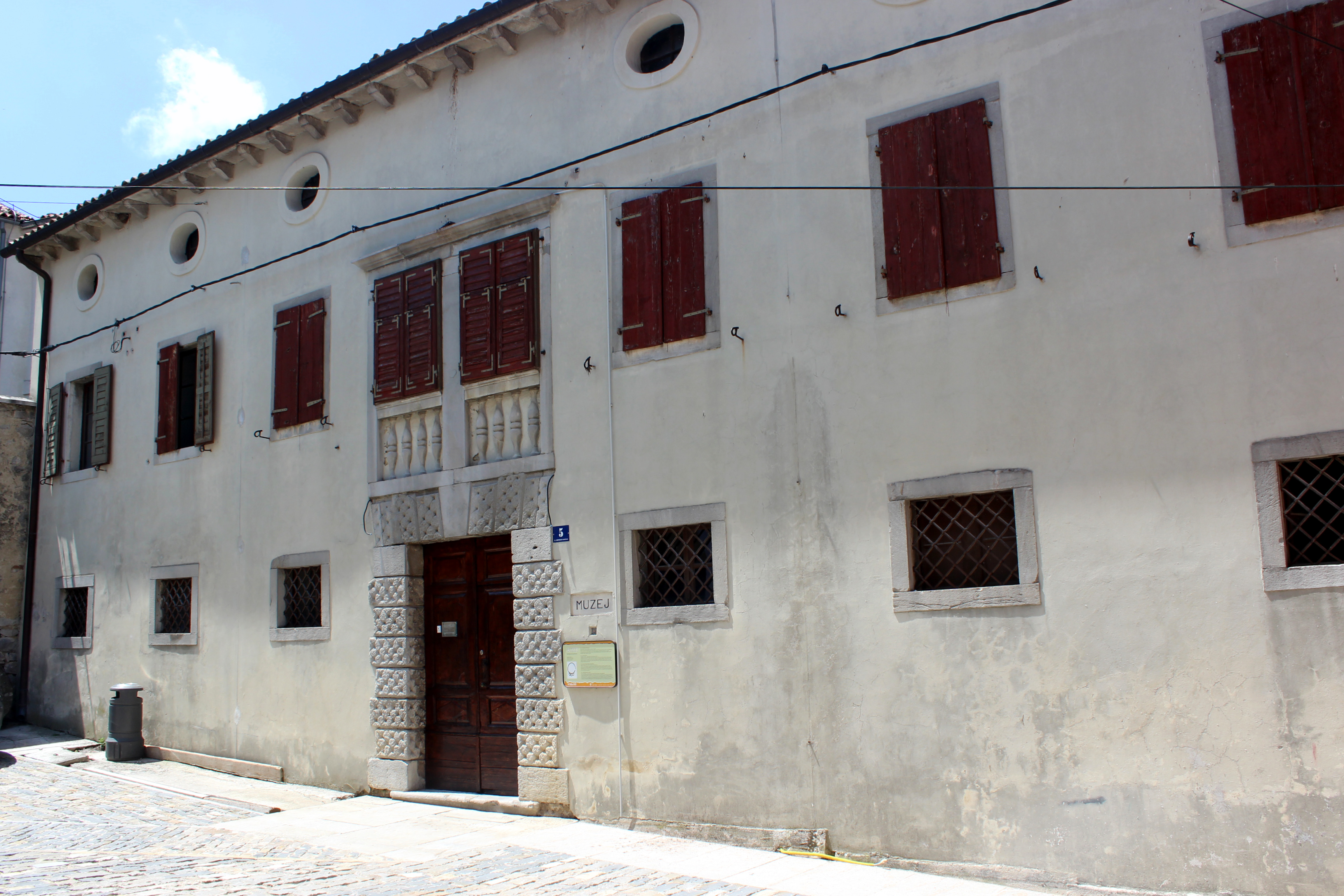
A Bigatto-palota – a városi múzeum.
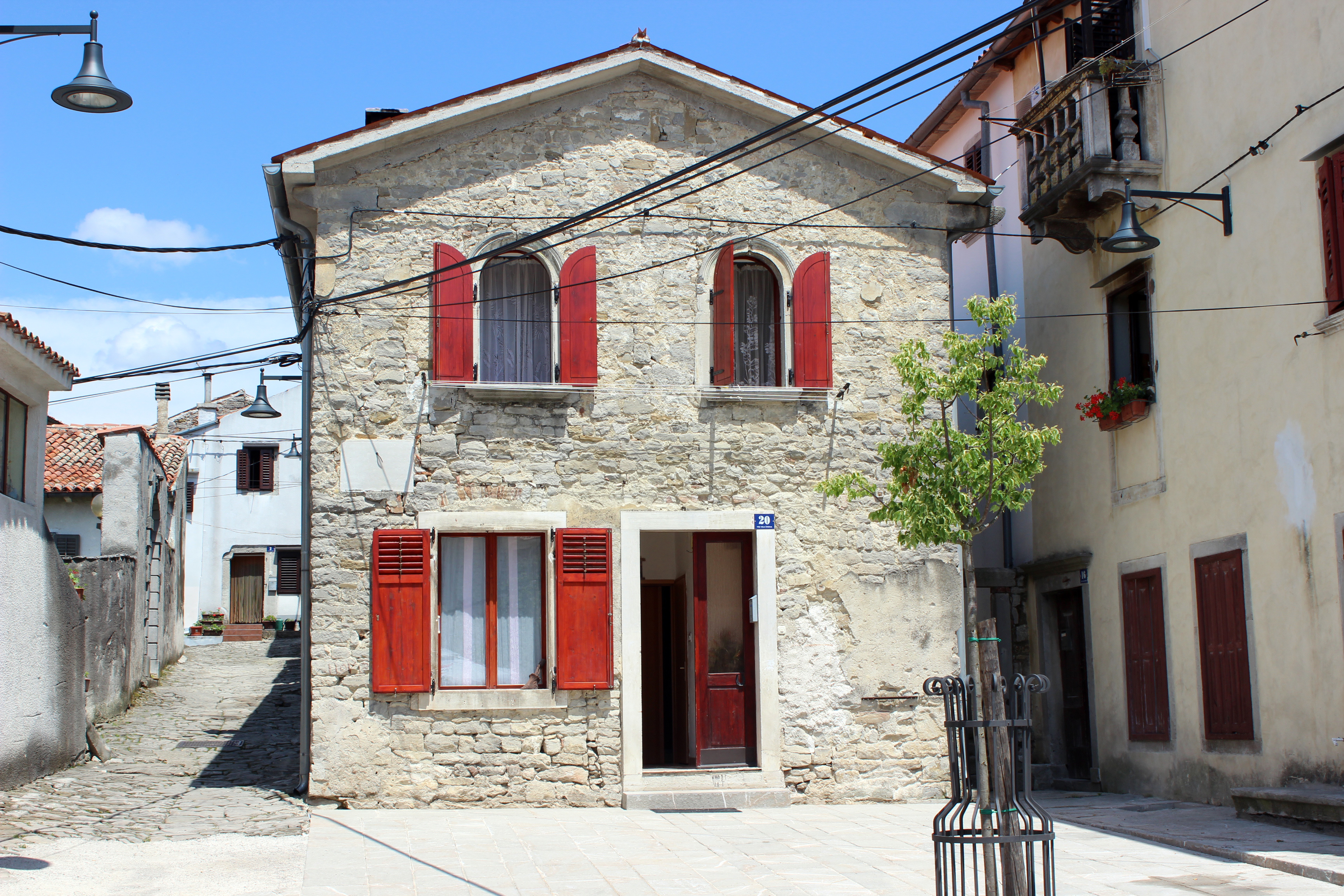
Reneszánsz ház
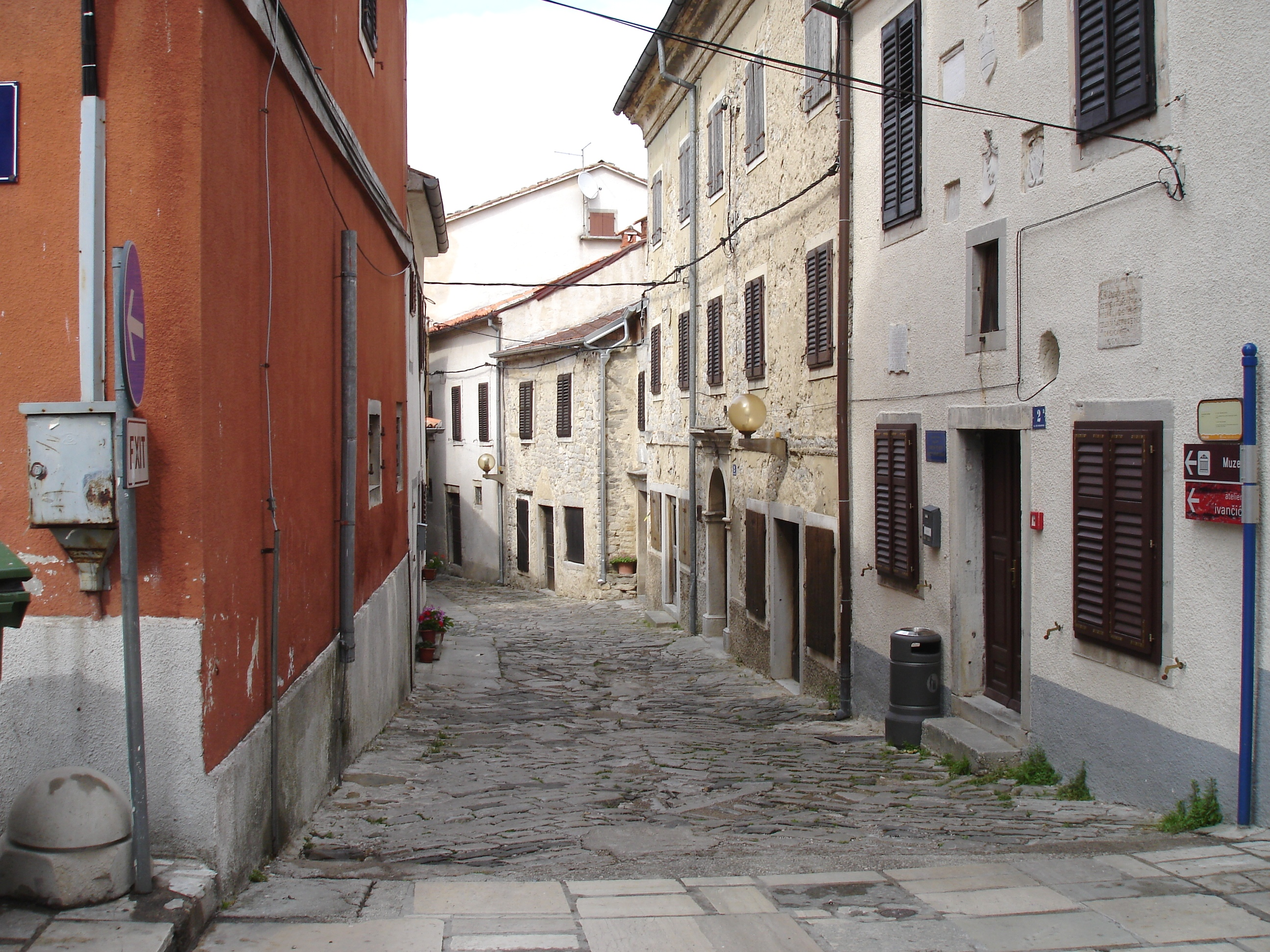
Utcarészlet az óvárosban
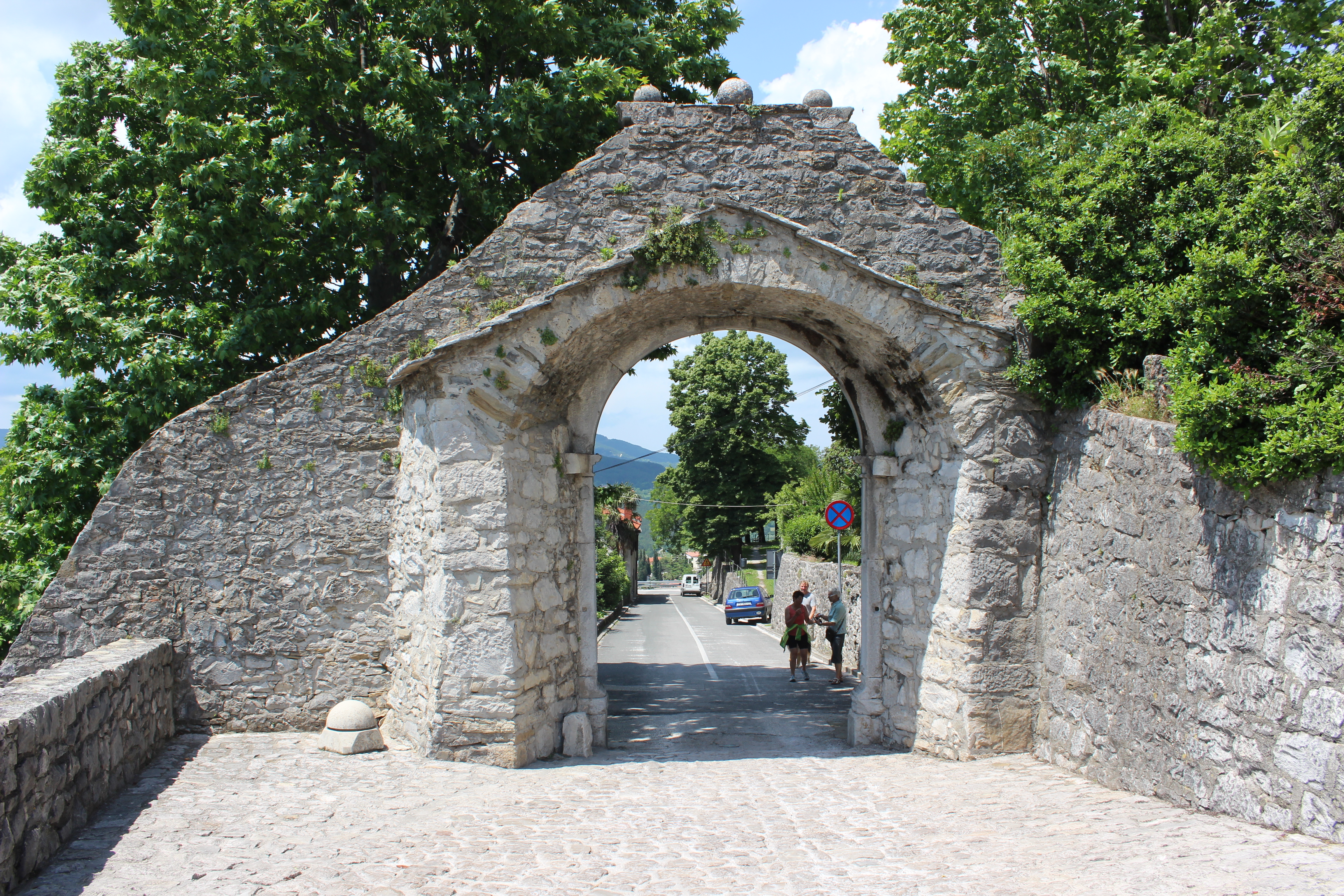
A Vela vrata
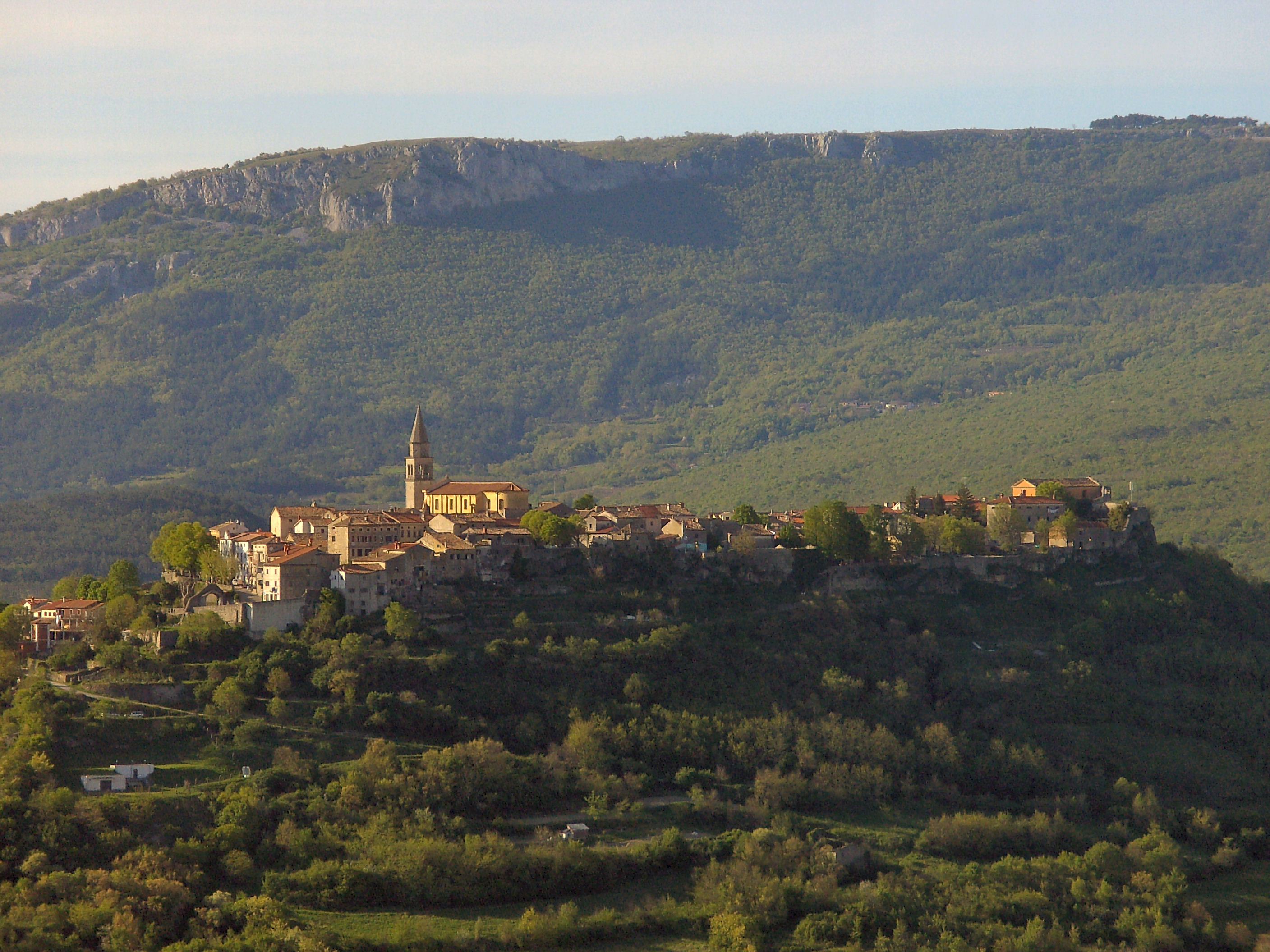
Az óváros látképe